# Ebosia saya
Ebosia saya là một loài cá biển thuộc chi Ebosia trong họ Cá mù làn. Loài này được mô tả lần đầu tiên vào năm 2014.

## Từ nguyên
Từ định danh saya được đặt theo tên gọi của bãi ngầm Saya de Malha (phía tây Ấn Độ Dương), khu vực duy nhất mà loài cá này được biết đến.

## Phân bố
E. saya được mô tả dựa trên 10 mẫu vật được thu thập từ bãi ngầm Saya de Malha ở độ sâu khoảng 95–126 m.

## Mô tả
Chiều dài cơ thể lớn nhất được ghi nhận ở E. saya là 8,7 cm. E. saya có các đặc điểm hình thái giống với loài Ebosia falcata nhất, như có cùng số lượng tia vây ngực và vây hậu môn; gai trên đỉnh đầu thon dài ở cá đực khá lớn và có hình liềm, và vây ngực hoàn toàn màu đỏ ở cá đực. Tuy nhiên, E. saya khác với E. falcata do có 5 hàng vảy phía trên đường bên (so với thường thấy là 4 ở E. falcata); nhiều ngạnh hơn một ít ở quanh mắt; đốm phía trên gốc vây ngực và các đốm trên màng vây ngực đều tương đối nhỏ hơn.
Số gai ở vây lưng: 13; Số tia vây ở vây lưng: 9–10; Số gai ở vây hậu môn: 3; Số tia vây ở vây hậu môn: 8; Số tia vây ngực: 17–18.